# Campagna d'Italia (1800)
La campagna d'Italia del 1800 fu la serie di operazioni militari combattute nel 1800, durante la guerra della seconda coalizione, in Italia settentrionale dopo la caduta nel 1799 delle repubbliche sorelle filo-francesi e il ritorno del generale Napoleone Bonaparte dall'Egitto. Il generale, divenuto Primo console dopo il colpo di Stato del 18 brumaio, organizzò e diresse un audace attraversamento delle Alpi per prendere alle spalle l'esercito austriaco che assediava le truppe francesi bloccate a Genova. Dopo la riuscita della manovra, Bonaparte avanzò nella Pianura padana e affrontò l'armata austriaca nella decisiva battaglia di Marengo che si concluse dopo alterne vicende con la vittoria dei francesi.
Dopo la battaglia, gli austriaci abbandonarono la Lombardia, il Piemonte e la Liguria e firmarono un armistizio temporaneo, e il Primo console poté restaurare il predominio francese nella penisola; le operazioni militari peraltro ripresero in inverno in Italia e Germania e terminarono solo nel 1801 con il trattato di Lunéville. La seconda campagna d'Italia di Bonaparte ebbe grande importanza strategica, ponendo le basi della vittoria francese nella guerra della seconda coalizione, ed anche politica per la carriera del Primo console che consolidò il suo potere e il suo prestigio in patria.

## Seconda coalizione
Il generale Bonaparte, dopo essere ritornato dalla fallimentare spedizione in Egitto, dove era rimasto il suo esercito passato al comando del generale Jean-Baptiste Kléber, aveva assunto il potere in Francia con il Colpo di Stato del 18 brumaio. Divenuto Primo console, aveva subito effettuato una serie di riforme amministrative e politiche dirette al rafforzamento del suo potere personale ed al miglioramento dell'efficienza organizzativa della nazione. La situazione della Francia al momento dell'assunzione del potere da parte del generale non era molto soddisfacente; anche se le vittorie del generale Guillaume Brune nei Paesi Bassi e del generale Andrea Massena in Svizzera avevano ribaltato le sorti della guerra contro la Seconda coalizione ed evitato un'invasione del paese, sul Reno l'offensiva francese era fallita mentre in Italia gli eserciti austro-russi avevano schiacciato le repubbliche sorelle e restaurato le monarchie di Ancien Régime a seguito della inarrestabile avanzata del generale russo Aleksandr Vasil'evič Suvorov.

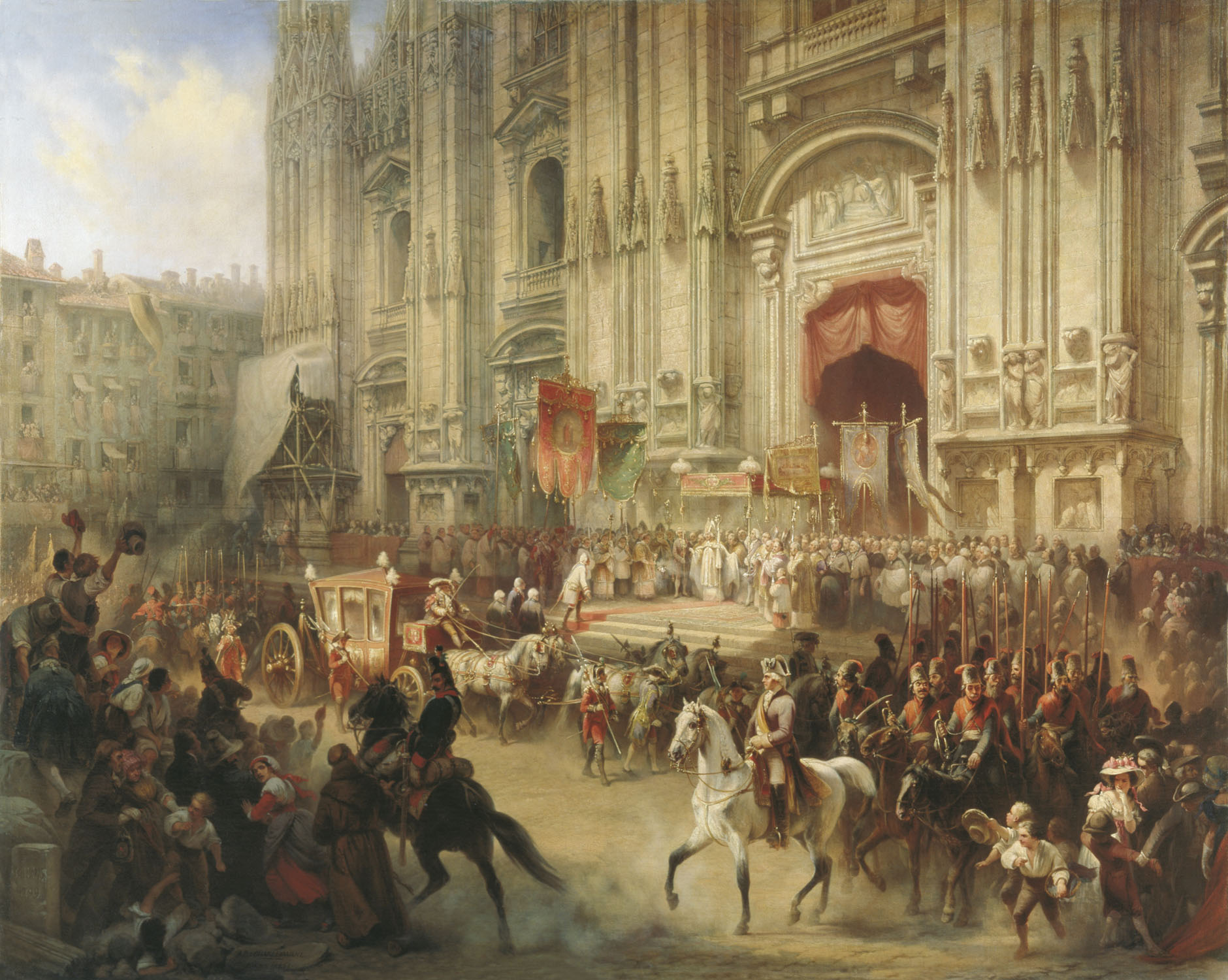
Il maresciallo Aleksandr Vasil'evič Suvorov entra a Milano alla testa degli eserciti austro-russi nell'aprile 1799.

In realtà anche la coalizione antifrancese era in difficoltà e si era in parte già disgregata; lo zar Paolo I di Russia l'aveva ufficialmente abbandonata già il 22 ottobre dopo la disfatta di Zurigo e la conseguente sconfitta e ritirata delle forze austro-russe dalla Svizzera che egli attribuiva al comportamento egoistico e non collaborativo dell'Sacro Romano Impero asburgico, mentre la Gran Bretagna dopo il disastro in Olanda aveva sospeso la sua partecipazione diretta sul continente e sembrava soprattutto impegnata a pianificare la conquista dell'Egitto e la collaborazione con l'Impero Ottomano. Si aprì quindi una fase invernale di negoziati tra le potenze ancora in lotta che tuttavia rivelò l'inconciliabilità dei loro obiettivi di guerra.

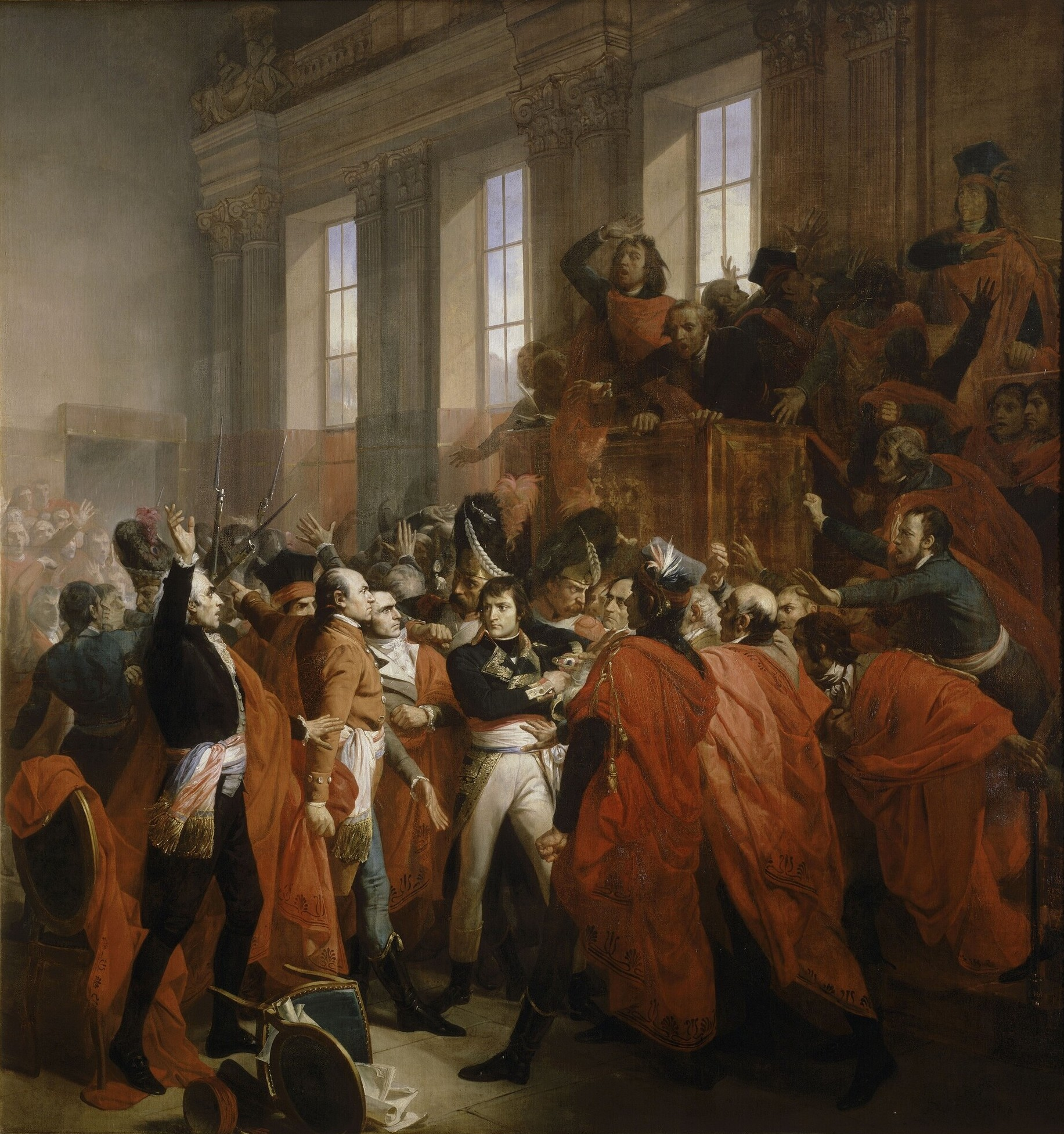
Il generale Napoleone Bonaparte al Consiglio del Cinquecento durante il colpo di Stato del 18 brumaio.

Bonaparte sembrò disposto a trattare, ma in realtà rifiutò le indicazioni del re di Prussia che consigliava, per raggiungere una pace stabile, di rinunciare ai Paesi Bassi, alla Svizzera ed al Piemonte. Il Primo console non solo intendeva mantenere il predominio francese nei Paesi Bassi e in Svizzera, ma non pensava affatto di rinunciare all'Italia che era stata teatro delle sue prime vittorie e che egli riteneva di importanza decisiva per indebolire in modo definitivo la potenza asburgica. Inoltre egli sperava ancora di poter soccorrere l'Egitto dove l'armata d'Oriente era in una situazione sempre più precaria ed era esposta ad un possibile sbarco di un corpo di spedizione anglo-turco. Il cancelliere austriaco Johann von Thugut respinse quindi duramente le proposte di Talleyrand che miravano a ripristinare la situazione politica stabilita dal trattato di Campoformio; egli in realtà intendeva consolidare il predominio raggiunto in Italia dopo le vittorie del 1799, togliere Nizza e Savoia alla Francia per assegnarli al re di Sardegna, reinsediare i re di antico regime; l'arciduca Carlo che era invece favorevole a ricercare un accordo, venne sostituito al comando dell'armata in Germania. In Gran Bretagna infine, il primo ministro William Pitt non mostrò alcuna fiducia in Bonaparte, di cui parlò come "dell'ultimo avventuriero nella lotteria delle rivoluzioni", e indicò chiaramente come obiettivo principale britannico la restaurazione della monarchia in Francia.
In queste condizioni una ripresa della guerra nella primavera 1800 divenne inevitabile e Bonaparte, godendo del favore popolare ed essendo in grado di presentarsi come il difensore dell'integrità della nazione e dei valori positivi della rivoluzione attaccata dall'oscurantismo delle potenze reazionarie, poté consolidare il proprio potere e dedicarsi con grande impegno ad organizzare la nuova campagna. Nonostante la determinazione e la fiducia del Primo console le carenze di mezzi erano quasi insormontabili; a partire dall'8 marzo furono messi a disposizione dell'esercito i coscritti dell'anno 1800, ma Bonaparte, per evitare lamentele, risparmiare la chiamata alle armi ai borghesi ed anche per mancanza di denaro, preferì richiamare solo 30 000 reclute. Costituire la nuova "Armata di riserva" (Armée de Réserve), destinata nei programmi di Bonaparte ad entrare in Italia, in queste condizioni fu molto difficile; si fece ricorso ad espedienti: si impiegarono le truppe dei depositi, si aggregarono i soldati dell'armata dell'Ovest, furono inquadrati coscritti completamente impreparati; la cavalleria e l'artiglieria erano molto scarse.

## Piani e preparativi
Il Primo console trovò anche grandi difficoltà a finanziare la nuova campagna; egli dovette ridurre le spese e ricorrere a una serie di misure straordinarie per reperire i fondi necessari. Le sovvenzioni di guerra, riscosse con "buoni" di scarso valore, non erano sufficienti e i fornitori erano tornati a disporre delle deleghe per i materiali e ne avevano approfittato per effettuare speculazioni a danno dell'esercito; egli quindi le sospese di nuovo e reintrodusse le requisizioni per approvvigionare le truppe. I tentativi di Bonaparte di intimidire la grande finanza per ottenere finanziamenti agevolati non ottennero grandi risultati.

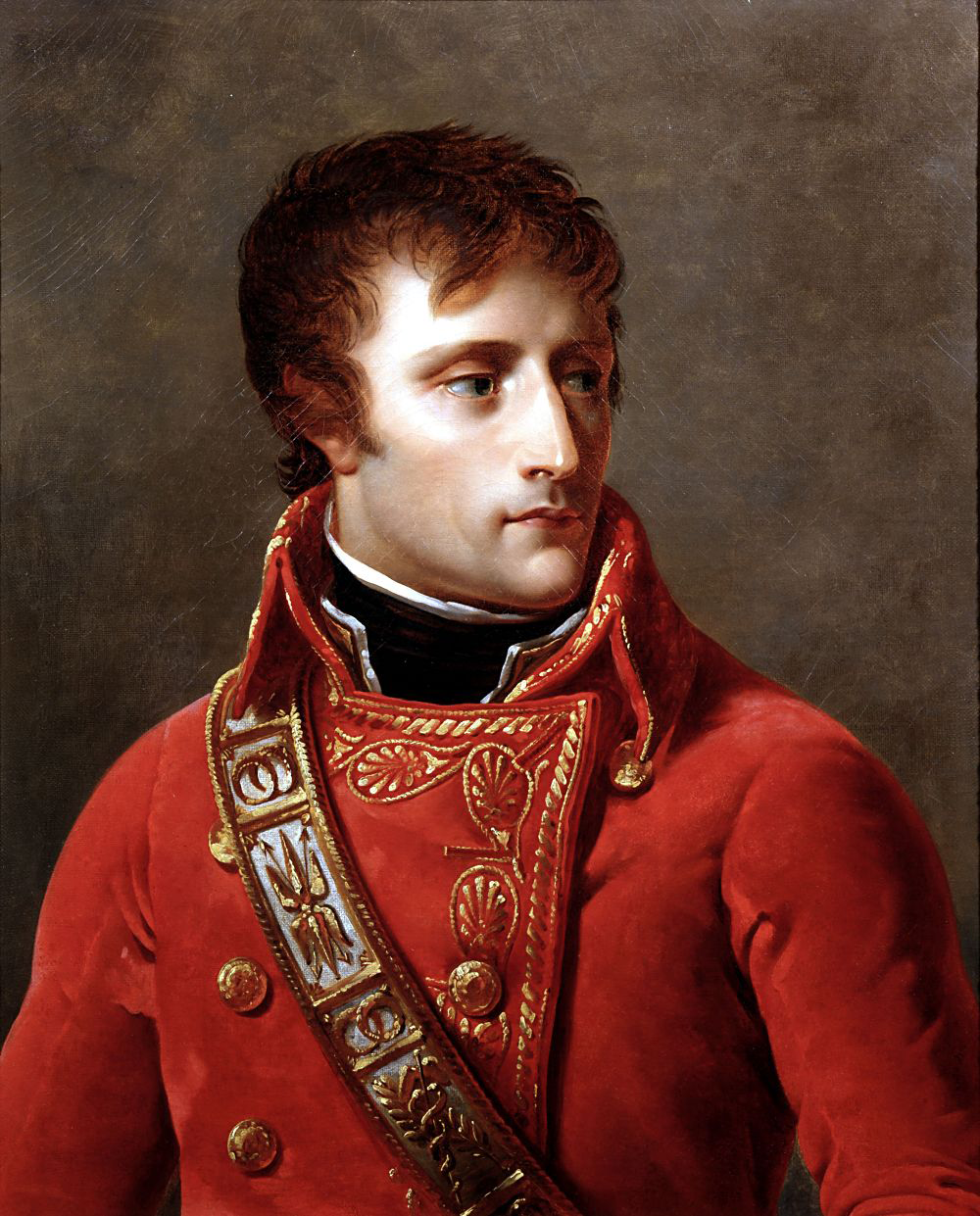
Il generale Napoleone Bonaparte, Primo console della Repubblica francese.

L'esercito quindi partì sfornito di gran parte dei materiali; soprattutto l'Armata di riserva non ebbe le paghe e si mise in marcia senza viveri, dovendo rifornirsi sul posto con le risorse locali. La vittoria diveniva quindi indispensabile, in caso di sconfitta era possibile la caduta del Consolato a causa della crisi finanziaria e per la perdita di prestigio del Primo console. Bonaparte lasciò Parigi per raggiungere l'Armata di riserva il 6 maggio 1800; subito si diffusero voci di cospirazioni e di torbidi intrecci politici; vennero diffusi i nomi di un possibile nuovo Primo console: Lazare Carnot, il marchese de Lafayette, il generale Jean Victor Moreau; ritornò l'abate Sieyès e si parlò di un intervento del duca d'Orleans. I liberali e i giacobini speravano in una sconfitta di Bonaparte per evitare un'ulteriore evoluzione autoritaria del regime; il 3 giugno rientrò in Francia dalla Gran Bretagna anche Georges Cadoudal per riaccendere la ribellione nell'ovest.

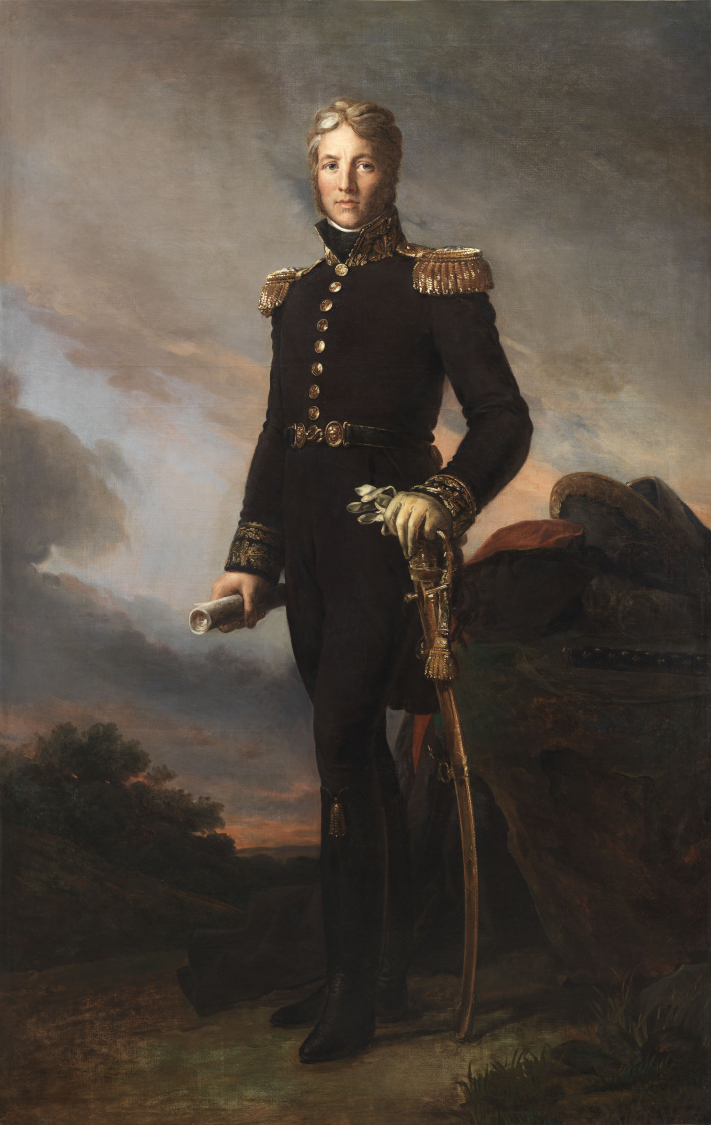
Il generale Jean Victor Moreau, comandante dell'Armata del Reno.

Bonaparte si trovava in una situazione difficile, l'esito della campagna avrebbe avuto un'importanza decisiva per il suo futuro politico; egli era consapevole di queste difficoltà, tuttavia mostrava risolutezza, fiducia ed energia. Il Primo console fece grandi sforzi per migliorare l'equipaggiamento e l'armamento delle truppe; furono accumulate riserve soprattutto per l'Armata del Reno; furono fornite mezzo milioni di uniformi nuove; nei grandi depositi di Zurigo e Lucerna vennero raccolti 5 000 proiettili d'artiglieria, 2 milioni di pallottole e 1,5 milioni di razioni; l'Armata di riserva ricevette finalmente 100 000 paia di calzature. Nonostante questi importanti risultati la situazione rimaneva precaria, l'Armata del Reno mancava di 15 milioni di paghe per i soldati, l'Armata di riserva andò in combattimento senza il soldo per le truppe.
Nonostante i pesanti impegni organizzativi e politici, Bonaparte portava avanti fin dalla fine del 1799 la pianificazione operativa della guerra e la costituzione delle forze necessarie; già il 5 dicembre 1799 venne previsto il raggruppamento della nuova Armata di riserva nella Francia centrale. L'organizzazione di queste nuove forze fu lenta, ma alla metà di aprile del 1800 si poté contare su 53 000 soldati; il 2 aprile il generale Louis Alexandre Berthier aveva ricevuto ufficialmente il comando della nuova armata, in realtà il Primo console intendeva, al momento opportuno, prendere personalmente la guida di queste forze. Particolarmente potenziata fu l'Armata del Reno, affidata al generale Jean Victor Moreau; 120 000 soldati furono concentrati sul fronte tedesco e Bonaparte previde per la prima volta la costituzione dei corpi d'armata autonomi, dando inizio all'importante riformava organica che avrebbe reso ancor più mobili e flessibili gli eserciti francesi. In Italia dopo la serie di sconfitte dell'estate 1799 le truppe superstiti dell'Armata d'Italia avevano ripiegato dietro l'Appennino ligure, abbandonando la Lombardia e il Piemonte; Bonaparte aveva assegnato all'esperto generale Andrea Massena il comando di queste forze che ammontavano a circa 40 000 soldati.

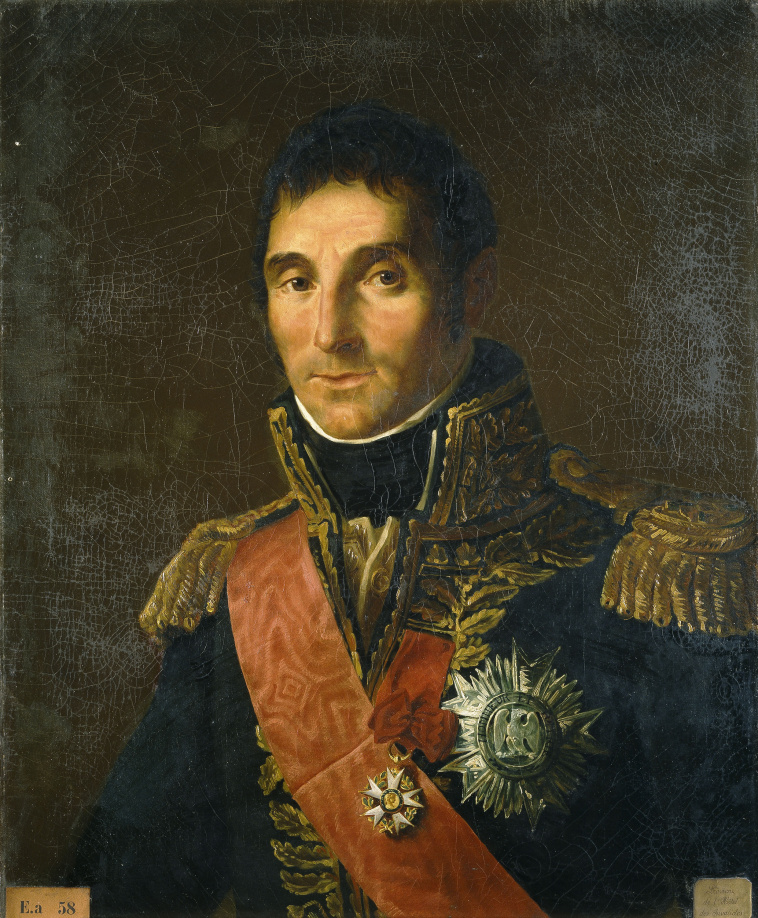
Il generale Andrea Massena, comandante dell'Armata d'Italia.

In un primo momento Bonaparte aveva ideato un complesso e audace piano di operazioni che assegnava il ruolo principale all'Armata del Reno; nel mese di marzo 1800 egli propose al generale Moreau di passare all'offensiva generale attraversando di sorpresa il Reno con il grosso delle sue truppe a Sciaffusa; in questo modo avrebbe intercettato le comunicazioni dell'esercito austriaco schierato nella Germania meridionale. Dopo questo successo decisivo, il Primo console intendeva trasferire in Svizzera l'Armata di riserva che si stava raggruppando tra Châlons e Lione; raggiunto il territorio elvetico, sarebbe stata rinforzata da una parte delle truppe del generale Moreau e avrebbe attraversato le Alpi al Passo del San Gottardo da dove avrebbe preso alle spalle l'armata austriaca in Italia impegnata nel frattempo dall'esercito del generale Massena. Si trattava di un piano di operazioni che, se attuato, avrebbe permesso di raggiungere rapidamente la vittoria.
I progetti di Bonaparte tuttavia ben presto furono contrastati dal generale Moreau che non collaborò alla realizzazione dell'audace manovra affidata all'Armata del Reno; prudente e poco aggressivo, il comandante dell'armata non condivideva i programmi del Primo console e quindi respinse il piano. Adducendo i problemi e i rischi connessi ad un attraversamento in massa a Sciaffusa, il generale Moreau avrebbe preferito scaglionare le sue forze su largo fronte lungo il confine prima di passare il fiume. Inoltre il generale Moreau era in contrasto anche personale con Bonaparte dal quale era diviso da una forte rivalità. Il Primo console dovette accettare le obiezioni del generale Moreau e preferì mostrare in pubblico condiscendenza verso il rivale; in realtà egli era molto contrariato dall'ostruzionismo del generale. Bonaparte quindi rinunciò al suo piano originario e decise di prendere personalmente l'iniziativa con l'Armata di riserva in Italia che sarebbe diventata il teatro bellico principale, mentre l'Armata del Reno avrebbe assunto un ruolo secondario in Germania.

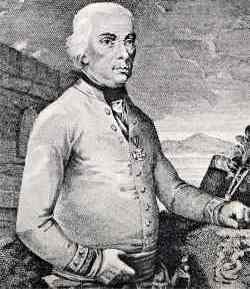
Il generale Michael von Melas, comandante delle forze austriache in Italia.

Le nuove direttive per la campagna furono diramate il 25 marzo e prevedevano che il generale Moreau avrebbe sferrato un attacco secondario tra il 10 e il 20 aprile per costringere l'esercito austriaco a ripiegare verso Ulma; l'attacco principale sarebbe stato condotto dall'Armata di riserva che, dopo essere penetrata in Svizzera nella regione di Zurigo alla fine di aprile, avrebbe passato le Alpi al San Gottardo o al passo del Sempione. Bonaparte sarebbe avanzato nella pianura Padana e, dopo essere stato rinforzato dal corpo del generale Claude Jacques Lecourbe distaccato dal generale Moreau, avrebbe attaccato alla spalle l'esercito austriaco in Italia, impegnato frontalmente nell'Appennino ligure dalle forze del generale Massena. Questo nuovo piano di operazioni poteva aprire la possibilità di ottenere un successo rapido e decisivo in Italia settentrionale; tuttavia sviluppi imprevisti della situazione sul campo e l'inattesa aggressività del nemico, sconvolsero i progetti del Primo console e lo costrinsero a modificare in parte le sue intenzioni e soprattutto ad accelerare al massimo la marcia della sua armata.
Il cancelliere austriaco Thugut era principalmente interessato a consolidare ed estendere il predominio raggiunto in Italia dopo le vittorie del 1799; egli quindi, in collaborazione con il Consiglio aulico di Vienna, decise di concentrare le forze principali nella penisola spingendo il comandante in capo locale, generale Michael von Melas, a passare rapidamente all'offensiva. In Germania il generale Paul Kray sarebbe rimasto sulla difensiva con circa 120 000 uomini, mentre il generale von Melas con 97 000 soldati avrebbe dovuto attaccare in forze la debole armata del generale Massena schierata sulla costa ligure e distruggerla. Dopo aver raggiunto questo risultato il generale von Melas avrebbe marciato in Provenza puntando su Tolone. Si progettava inoltre di suscitare un'insurrezione realista organizzata da Amédée Willot e dal marchese di Puivert; era previsto anche uno sbarco di truppe britanniche radunate a Minorca dal generale John Stuart.
Questo piano di operazioni, in apparenza efficace ed aggressivo, in realtà disperdeva la forza principale austriaca in un settore secondario contro le forze meno agguerrite del nemico; soprattutto non teneva conto dell'importanza strategica della Svizzera che, occupata e organizzata come base di operazioni dai francesi, avrebbe consentito al nemico di manovrare tra i due fronti di guerra e di trasferire le sue truppe di riserva per rafforzare il settore più minacciato cogliendo alle spalle le armate austriache, schierate su territori molto distanti e non collegate fra loro. Si presentarono inoltre difficoltà di organizzazione: il ministro britannico della guerra Henry Dundas non fornì truppe sufficienti al generale Stuart che quindi si dimise; il corpo di spedizione britannico non si mosse e non sbarcò sulla costa della Provenza; il nuovo comandante britannico, generale Ralph Abercromby, prese il comando a Minorca solo dopo la conclusione della campagna in Italia.

## La campagna
(Il Primo console Bonaparte in una lettera al fratello Giuseppe del 24 maggio 1800)

### L'offensiva austriaca
Il generale von Melas non schierò tutte le sue forze contro l'Armata d'Italia del generale Massena posizionata nell'Appennino ligure; il comandante austriaco preferì lasciare quasi metà delle sue truppe nella Pianura Padana e allo sbocco dei passi delle Alpi per proteggere le sue linee di comunicazione mentre con il resto del suo esercito a partire dal 5 aprile sferrò l'offensiva. Nonostante questo errore l'attacco austriaco raggiunse notevoli successi e sorprese le forze francesi in Italia; anche il Primo console Bonaparte non si attendeva un'offensiva nemica così anticipata e che ancora il 9 aprile scrisse al generale Massena una lettera in cui illustrava i dettagli del piano di operazioni complessivo e ordinava ottimisticamente al generale di coordinare i suoi movimenti con quelli del generale Berthier, ufficialmente al comando dell'Armata di riserva.

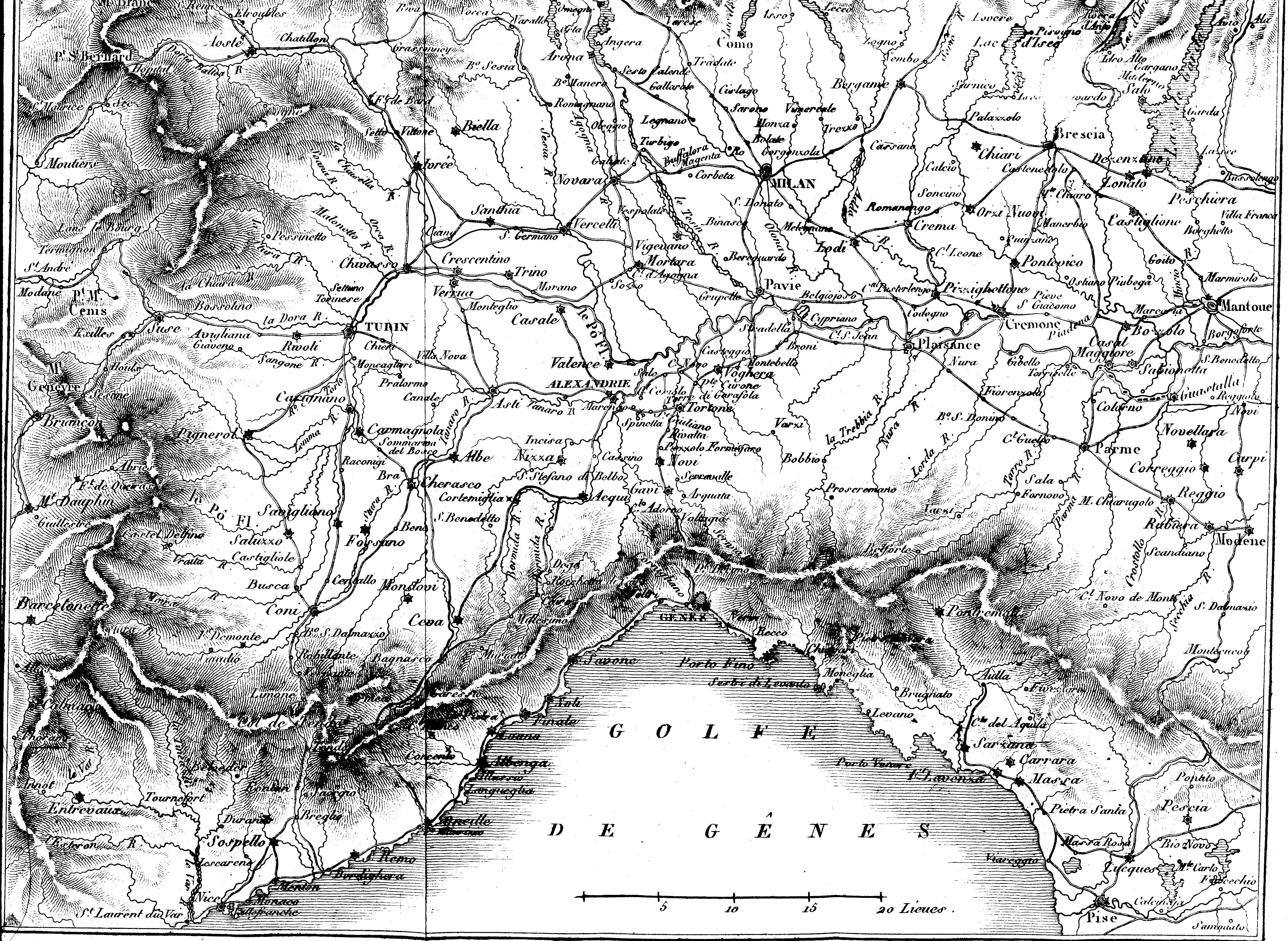
Carta del territorio dell'Italia settentrionale dove si combatté la campagna del 1800.

Il generale Massena aveva disseminato le sue deboli forze su oltre 250 chilometri di territorio; sull'ala sinistra il generale Louis Gabriel Suchet guidava 12 000 soldati tra Finale Ligure ed il Passo del Moncenisio; il comandante dell'Armata d'Italia controllava, dal suo quartier generale di Genova, una riserva centrale di circa 15 000 uomini, mentre il generale Nicolas Soult dirigeva le difese nel settore occidentale tra il Colle di Cadibona e Torriglia con altre tre divisioni. Questo schieramento, adottato dal generale Massena per facilitare l'approvvigionamento dell'armata ed anche per attirare il massimo di truppe nemiche, era troppo esteso ed esponeva il suo esercito ad essere attaccato con forze preponderanti dagli austriaci; inoltre la costa ligure era solidamente bloccata dalle navi della flotta britannica dell'ammiraglio George Keith. Il generale Massena era in grave difficoltà anche per le deplorevoli condizioni materiali e morali delle sue truppe; a causa di speculazioni dei fornitori civili, il rifornimento dell'armata era insufficiente, mentre le scorte disponibili a Genova erano molto scarse.
Il generale von Melas era passato all'attacco il 5 aprile nel settore del Moncenisio; le truppe austriache guadagnarono alcune posizioni, ma furono contrattaccate dai francesi che ripresero parte del terreno perduto. In realtà si trattava di una manovra secondaria, mentre gli austriaci sferrarono l'offensiva principale il 6 aprile con circa 60 000 soldati, divisi in quattro colonne che attaccarono in direzione di Savona per dividere in due parti l'esteso fronte difensivo francese. La situazione dell'Armata d'Italia si deteriorò rapidamente; le truppe francesi, colte si sorpresa e più deboli, furono sopraffatte. Le due colonne dell'ala sinistra austriaca, al comando del generale Peter Karl Ott, occuparono Recco e respinsero l'ala destra francese fino a Nervi; al centro il generale Federico di Hohenzollern attaccò il passo della Bocchetta a nord di Genova, mentre il generale von Melas guidò personalmente l'attacco dal Passo di Cadibona verso Vado e Savona; in tre giorni gli austriaci raggiunsero e conquistarono Savona, completando la manovra per frammentare in due tronconi l'esercito nemico.
Nonostante alcuni tentativi di contrattacco del generale Massena, gli austriaci riuscirono a respingere le forze del generale Suchet verso il fiume Roia e poi dietro il fiume Varo separandole dal resto dell'Armata d'Italia che venne bloccata a Genova dalle truppe del generale Ott. Nella terza settimana di aprile i generali Massena e Soult, con 18 000 soldati, erano ormai assediati nella città dalle forze del generale Ott, costituite da circa 24 000 uomini, mentre la flotta britannica bloccava il porto. La situazione delle truppe francesi assediate era precaria soprattutto a causa della carenza di rifornimenti; il generale Massena tuttavia era deciso a prolungare la resistenza che, trattenendo numerosi reparti austriaci sul suo fronte, avrebbe potuto agevolare l'offensiva prevista da Bonaparte attraverso le Alpi.

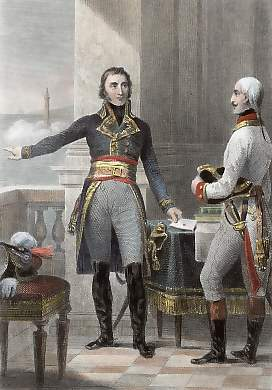
Il generale Andrea Massena in trattative con gli austriaci durante l'assedio di Genova.

Bonaparte non sembrò inizialmente consapevole della difficile situazione del generale Massena; ai primi di aprile sembrò deciso, dopo aver fatto effettuare un'approfondita ricognizione dei passi alpini, a servirsi, per portare l'Armata di riserva in Italia, del passo del Sempione e del passo del San Gottardo che erano i valichi più agevoli e strategicamente più idonei per un'avanzata rapida e di sorpresa a sud delle Alpi. Il Primo console aveva già individuato l'importanza tattica della città di Stradella, tra il Po e gli Appennini, sulla strada tra Piacenza e Alessandria; secondo il suo segretario Louis Antoine Bourienne, Bonaparte già in quei giorni previde sulle carte che la battaglia decisiva sarebbe stata combattuta nei pressi del villaggio di San Giuliano, cinque chilometri a est dalla cittadina di Marengo.

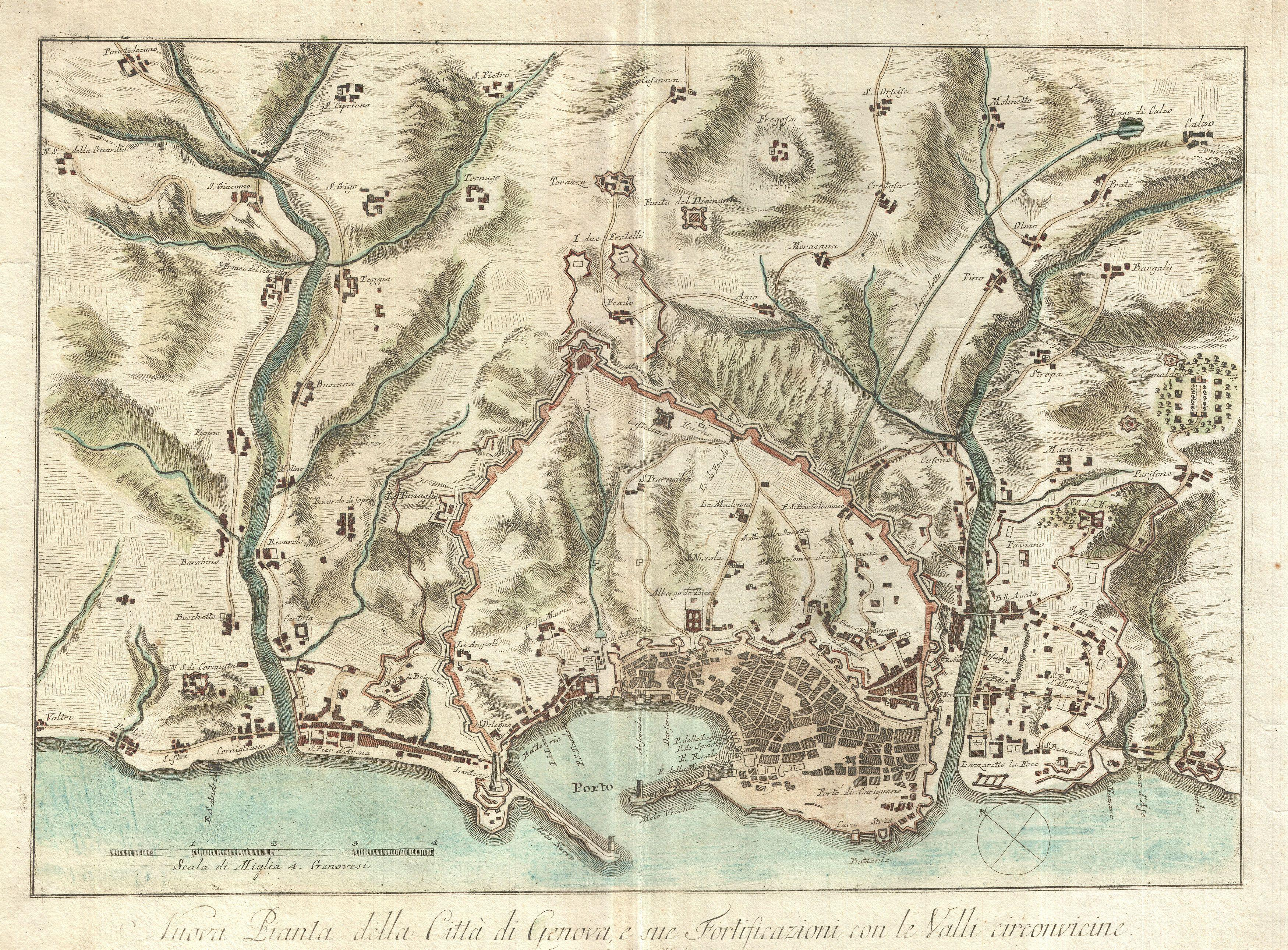
Le fortificazioni di Genova nel 1800.

In realtà ben presto sorsero complicazioni che costrinsero Bonaparte a modificare i suoi piani; il generale Moreau continuò a ritardare la sua offensiva e moltiplicò le obiezioni ai piani operativi; il generale Berthier, ufficialmente comandante dell'Armata di riserva, diede prova di pessimismo e scarsa risolutezza nonostante l'incoraggiamento e i consigli del Primo console; la situazione a Genova, dove il generale Massena, aveva riserve di viveri per le truppe assediate solo per altri trenta giorni, divenne precaria. Il 26 aprile Bonaparte prese una nuova decisione: per affrettare i tempi l'Armata di riserva sarebbe passata per il Colle del Gran San Bernardo, percorrendo la strada più breve da Digione nonostante le difficoltà di quel valico, angusto e a tratti quasi impraticabile.
Il passo del Gran San Bernardo era conosciuto dall'esercito francese che lo aveva utilizzato anche nel 1798 e 1799, tuttavia in ragione della stagione, della neve e del ghiaccio ancora presenti, il valico appariva difficile e rischioso. Bonaparte aveva bisogno di guadagnare tempo; egli inoltre per confondere il nemico ed evitare possibile confusione nell'attraversamento, decise di indirizzare una parte delle sue truppe su altri valichi. Quindi il generale Louis Marie Turreau sarebbe passato per il Colle del Moncenisio con 2 500 uomini, il generale Joseph Chabran avrebbe attraversato con la sua divisione al Piccolo San Bernardo per poi ricongiungersi al grosso dell'armata ad Aosta, mentre il generale Antoine de Béthencourt avrebbe percorso il passo del Sempione con una demi-brigade.
Il 25 aprile il generale Moreau aveva iniziato con successo le operazioni in Germania; egli peraltro continuò a mostrare poca collaborazione, il 5 maggio Bonaparte gli richiese di inviare in Italia di rinforzo attraverso il Gottardo 25 000 uomini al comando del generale Jeannot de Moncey, ma il comandante dell'Armata del Reno, irritato da questi ordini, finì per trasferire a sud delle Alpi solo 15 000 soldati. A Genova la situazione del generale Massena era sempre più precaria, egli comunicava di avere viveri sufficienti solo per altri quindici giorni; a mezzanotte tra il 5 e il 6 maggio Bonaparte, dopo aver nuovamente incoraggiato l'incerto generale Berthier e averlo avvertito del suo prossimo arrivo, partì da Parigi per raggiungere l'Armata di riserva. Egli giunse a Ginevra l'8 maggio e assunse il comando

### Dal Gran San Bernardo alla pianura padana
Bonaparte si trattenne a Ginevra per tre giorni mentre veniva completato il raggruppamento dell'Armata di riserva; gli ordini definitivi per la marcia furono diramati nel massimo segreto il 10 maggio, mentre il 14 maggio il ministro Carnot giunse al quartier generale dove informò il Primo console della scarsa volontà di collaborazione del generale Moreau e della sua decisione di ridurre il contingente inviato a sud per rinforzare l'Armata di riserva. Dopo questa delusione, il 13 maggio Bonaparte ricevette invece notizia dell'arrivo in Francia, proveniente dall'Egitto, dell'abile generale Louis Desaix che egli sollecitò subito ad unirsi all'armata per partecipare alla campagna.

Napoleone attraversa le Alpi
Jacques-Louis David (1800)
Il pittore di corte rappresenta Bonaparte eroicamente come un nuovo Alessandro

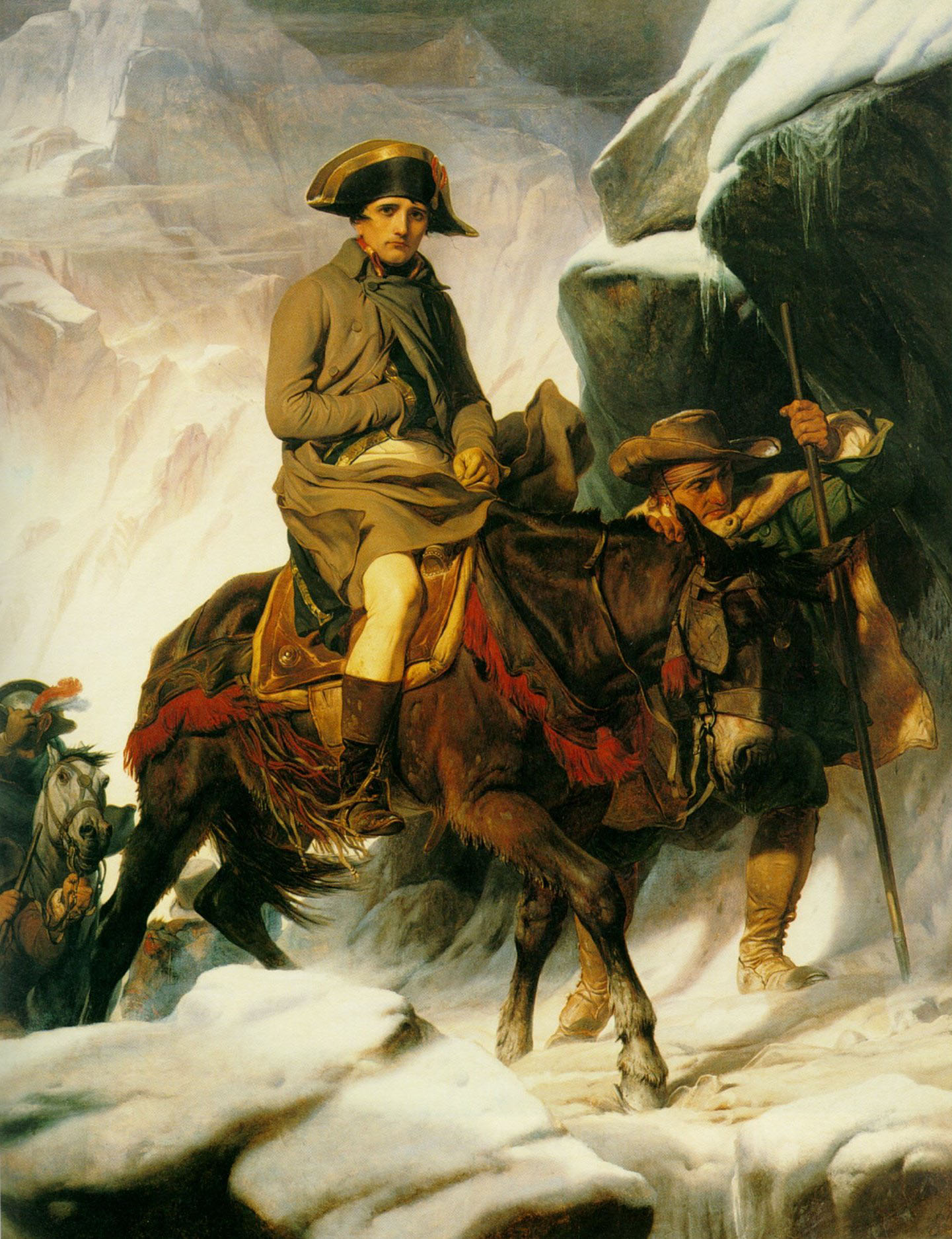
Napoleone valica le Alpi
Paul Delaroche (1852)
In realtà la cavalcatura usata da Napoleone fu un semplice mulo, condotto dal valdostano Dorsaz

Dopo aver inviato un ultimo messaggio al generale Massena per spronarlo a prolungare al massimo la resistenza, Bonaparte mise in movimento le sue truppe il primo mattino del 15 maggio; si trattava di circa 50 000 uomini che egli aveva organizzato in corpi d'armata autonomi per facilitare il controllo e migliorare le possibilità operative. L'avanguardia, costituita da due divisioni e una brigata di cavalleria al comando del generale Jean Lannes, era già in movimento per raggiungere il passo del Gran San Bernardo. Il grosso dell'Armata di riserva era costituito dai due corpi d'armata del generale Claude Victor e del generale Guillaume Philibert Duhesme con altre quattro divisioni, mentre la retroguardia era costituita da una divisione francese, la brigata italiana del generale Giuseppe Lechi e la truppa scelta della Guardia consolare; il generale Gioacchino Murat guidava le forze di cavalleria; il generale Auguste Marmont comandava l'artiglieria, costituita da 48 cannoni.
L'avanguardia del generale Lannes, partita da Martigny, era in marcia verso Aosta; dietro seguivano, divise in cinque colonne, le altre divisioni. La marcia presentò grandi difficoltà legate al clima ed al terreno quasi impraticabile; estremamente arduo si rivelò il trasporto dei cannoni a causa della neve presente sul Gran San Bernardo e dell'asperità del pendio. Il generale Marmont superò le difficoltà facendo smontare i cannoni e trasportandoli all'interno di tronchi d'albero appositamente scavati, o impiegando slitte a rulli; gli affusti furono portati ciascuno su barelle da dieci soldati, mentre i carriaggi marciarono vuoti e i carichi furono trasportati a mano o sui muli.
La marcia dell'Armata di riserva si svolse principalmente di notte per limitare il rischio di valanghe; con un freddo molto intenso le truppe avanzarono nell'oscurità su una pista insidiosa per il ghiaccio presente in alcuni tratti e, nonostante questi ostacoli, i reparti proseguirono con grande rapidità; l'avanguardia del generale Lannes superò il valico posto a 2 473 metri e raggiunse e occupò Aosta il 16 maggio dopo uno scontro con la debole guarnigione locale. Il 17 maggio i francesi conquistarono anche Châtillon dove venne sbaragliato un altro reparto austriaco di 1 500 uomini; quello stesso giorno Bonaparte raggiunse Martigny, il 20 maggio attraversò a sua volta il valico con i suoi uomini e nella serata raggiunse il posto di comando del generale Berthier. 

Nell'epopea napoleonica il passaggio del Gran San Bernardo avrebbe presto assunto un carattere quasi leggendario e l'iconografia napoleonica avrebbe esaltato le gesta del Primo console sulle piste già percorse in passato da Annibale e Carlo Magno.

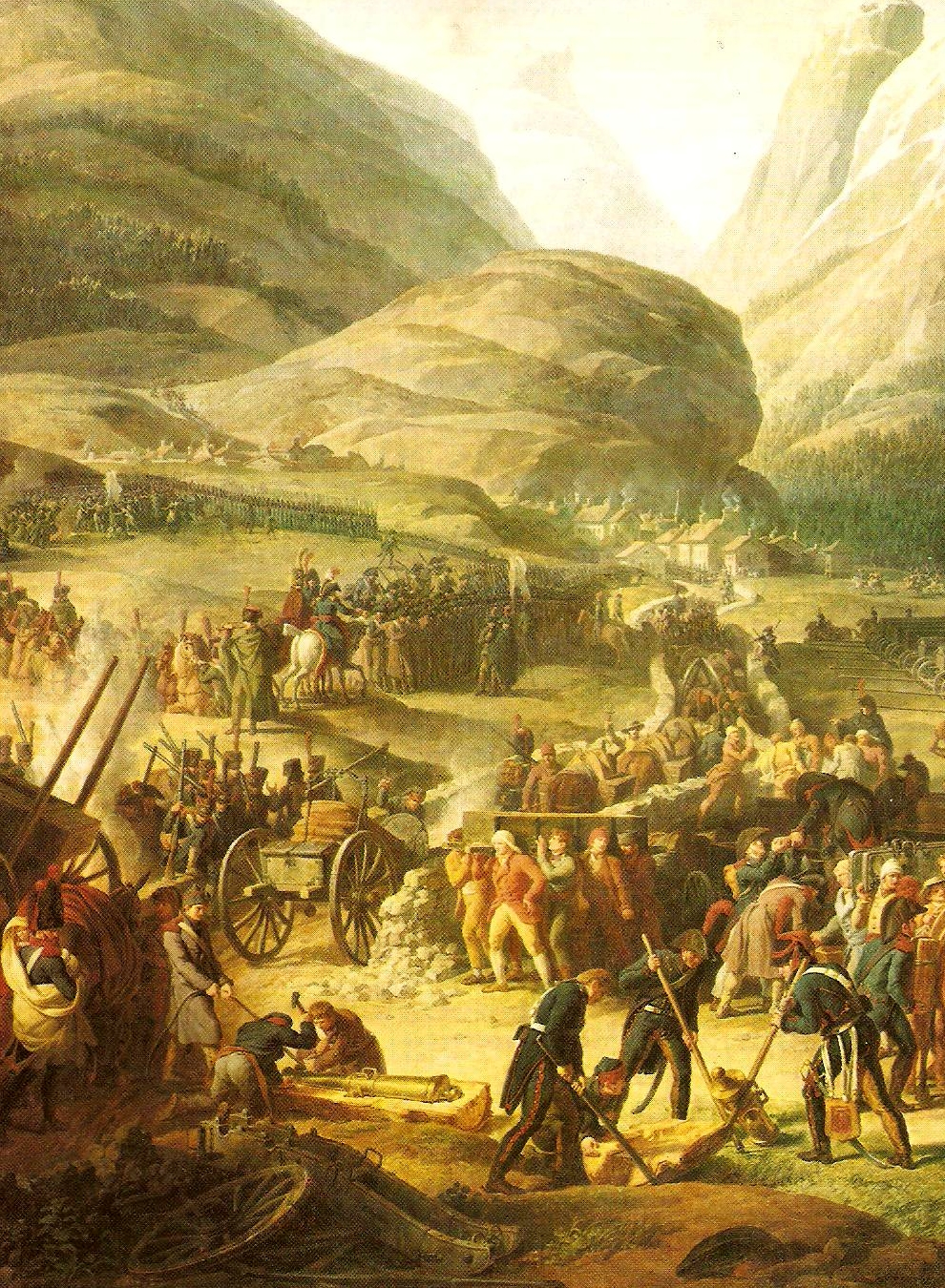
L'esercito francese durante l'attraversamento delle Alpi.

In realtà il 19 maggio il generale Lannes aveva dovuto arrestare la sua avanzata di fronte al forte di Bard; mentre i francesi poterono occupare facilmente il villaggio, l'antica fortezza dominante l'unica strada, difesa da truppe austro-piemontesi con 26 cannoni, respinse tutti gli assalti e bloccò il passo alle truppe dell'avanguardia francese. Per un momento questo ostacolò sembrò poter rovinare l'audace piano di Bonaparte; il Primo console si affrettò a raggiungere il grosso dell'armata per valutare la situazione e sollecitare la ripresa dell'avanzata; si poteva temere che il generale von Melas avesse il tempo per intervenire allo sbocco delle Alpi. Nel frattempo il generale Lannes aveva individuato un sentiero secondario per aggirare il forte di Bard e aveva subito ripreso la marcia con la fanteria attraverso questa disagevole e impervia pista; si rivelò però impossibile far passare anche l'artiglieria e la cavalleria lungo questo percorso.
Bonaparte giunto sul posto decise di non attardarsi davanti al forte di Bard; la divisione del generale Chabran rimase per il momento ad assediare la piazza fortificata insieme al grosso dell'artiglieria mentre il resto dell'armata seguì l'avanguardia del generale Lannes lungo il percorso secondario, per aggirare la fortificazione. Con una serie di espedienti improvvisati, si riuscì inoltre a far passare nelle notti del 24 e 25 maggio attraverso la strada principale, senza essere individuati dal forte, sei cannoni che fornirono un piccolo sostegno di artiglieria alle truppe francesi. Il 24 maggio circa 40 000 soldati francesi avevano ormai completato il valico del Gran San Bernardo e avevano raggiunto Ivrea allo sbocco in pianura; il generale Lannes aveva raggiunto e conquistato questa città fin dal 22 maggio dopo aver sconfitto la guarnigione austro-piemontese. Il piano di Bonaparte nonostante le difficoltà era pienamente riuscito; l'Armata di riserva aveva raggiunto la pianura a sud delle Alpi senza essere ostacolata dall'esercito austriaco, il generale von Melas era stato colto di sorpresa e non aveva cercato di bloccare l'arrivo di un secondo esercito francese in Italia. Il Primo console era ottimista e fiducioso; decise di continuare l'offensiva, congiungersi con gli altri reparti francesi e sfruttare il vantaggio strategico raggiunto.
Ivrea divenne il nuovo centro di operazioni dell'armata; da quella posizione Bonaparte aveva la possibilità di marciare direttamente verso Genova per accorrere in aiuto del generale Massena, dopo essersi eventualmente congiunto con il reparto del generale Turreau proveniente dal passo del Moncenisio; in alternativa il Primo console poteva marciare subito su Milano per tagliare le comunicazioni con l'Impero dell'esercito austriaco in Italia. In questo secondo caso i risultati di un'eventuale vittoria campale sarebbero stati risolutivi e in un colpo solo Bonaparte avrebbe deciso a suo favore la campagna. La manovra su Milano presentava dei rischi; fino all'apertura della via attraverso il San Gottardo, da cui doveva discendere il generale Moncey con le truppe distaccate dal generale Moreau, l'Armata di riserva sarebbe stata esposta a minacce alla sua linea di comunicazione che gli austriaci avrebbero potuto intercettare con un'offensiva a nord del Po. Bonaparte, pressato dalla necessità di affrettare i tempi e di raggiungere un successo clamoroso anche per rinsaldare la sua posizione politica, decise di correre il rischio e di puntare verso est per raggiungere subito Milano.

### Battaglia di Marengo
Bonaparte riorganizzò l'armata per l'avanzata su Milano; mentre il generale Chabran rimaneva impegnato al forte di Bard, il generale Lannes marciò con l'avanguardia verso Chivasso per simulare un movimento verso Torino e i reparti italiani del generale Lechi deviarono a sinistra per proteggere il fianco dell'esercito e cercare di entrare in contatto con le truppe del generale Moncey che dovevano scendere dal San Gottardo. Il grosso dell'Armata di riserva, con i corpi del generale Victor e del generale Duhesme, avanzò invece verso sud-est e fin dal 27 maggio il generale Murat entrò a Vercelli; il 29 maggio superò la Sesia e reparti di cavalleria si spinsero fino a Novara; il corpo d'armata del generale Duhesme seguì subito dietro. Il 28 maggio il generale Lannes dopo aver brillantemente superato la resistenza austriaca occupò Chivasso; Bonaparte rimase a Ivrea fino alla notte del 29 maggio quindi, fiducioso e convinto di aver completamente ingannato il nemico che non sembrava aver compreso i suoi piani, partì con lo stato maggiore per raggiungere Vercelli.

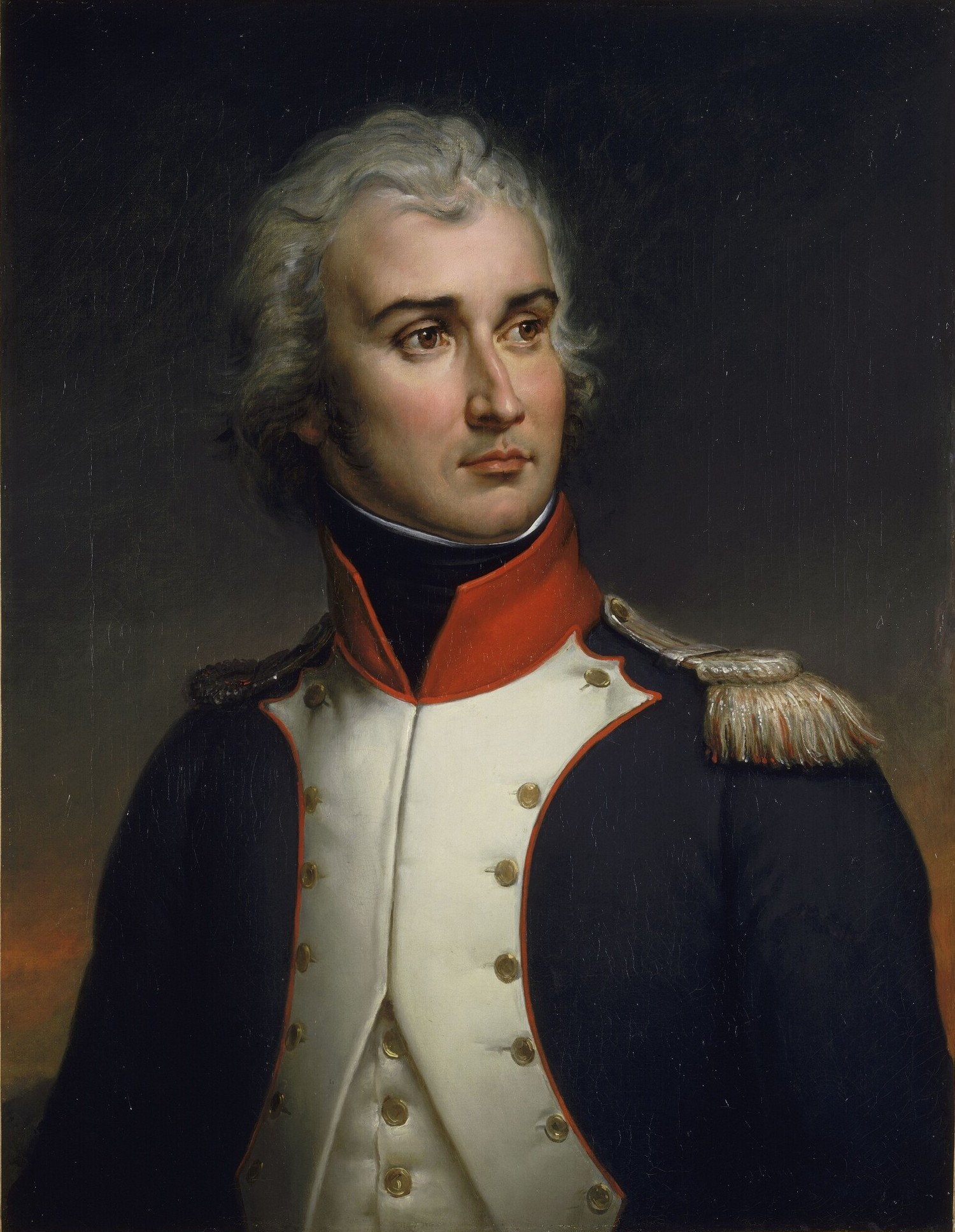
Il generale Jean Lannes, comandante dell'avanguardia dell'Armata di riserva.

L'Armata di riserva continuò la marcia su Milano; dopo un piccolo scontro, il generale Murat superò anche il Ticino il 31 maggio a Turbigo, mentre il generale Duhesme attaccava Boffalora; il 2 giugno Bonaparte alla testa delle truppe francesi entrò nella capitale lombarda evacuata in precedenza dagli austriaci, solo una piccola guarnigione era rimasta nel Castello Sforzesco e venne assediata dal generale Murat; i soldati poterono rifornirsi nei depositi militari abbandonati dal nemico. In apparenza tutta la popolazione milanese accolse festosamente l'arrivo dell'esercito francese e il ritorno di Bonaparte; sembrò ricrearsi l'atmosfera entusiasta del 1796; l'euforia e l'allegria presente negli abitanti di Milano sembrò testimoniare un rinnovato appoggio alle truppe francesi, identificate ancora con le aspettative di libertà. In realtà gli ufficiali e lo stesso Primo console rilevarono anche la diffidenza e il sospetto in alcuni strati della popolazione dopo la precedente e tumultuosa esperienza della Repubblica Cisalpina e dell'occupazione francese.
Mentre il grosso dell'Armata di riserva entrava a Milano, il generale Lannes lo stesso 2 giugno aveva raggiunto a tappe forzate Pavia, dove venne raccolto un notevole bottino di armi e equipaggiamenti abbandonati dagli austriaci. Il generale catturò anche molti cannoni di cui una parte furono subito riutilizzati dall'esercito francese che aveva dovuto effettuare la marcia in pianura con i soli sei cannoni che erano stati fatti sfilare sotto il forte di Bard e con altri quattro recuperati a Ivrea. Il 3 giugno l'avanguardia ricevette l'ordine da Bonaparte di continuare su Belgioioso per costituire una testa di ponte sul Po. Il 4 giugno il generale Murat occupò Lodi, mentre le divisioni del generale Duhesme piegarono verso l'Adda e l'Oglio per marciare su Cremona e impegnare le truppe austriache del generale Vukassovic che dopo aver evacuato Milano avevano ripiegato dietro l'Oglio in direzione della fortezza di Mantova. Nella stessa giornata Bonaparte aveva appreso la buona notizia che le truppe del generale Moncey si stavano avvicinando a Milano da nord dopo un difficile valico del San Gottardo; venne anche informato dal generale Lannes che, dall'informazioni raccolte da alcuni ufficiali austriaci presi prigionieri, sembrava che il generale Massena e le truppe francesi assediate a Genova fossero allo stremo delle forze ed in procinto di cessare la resistenza.

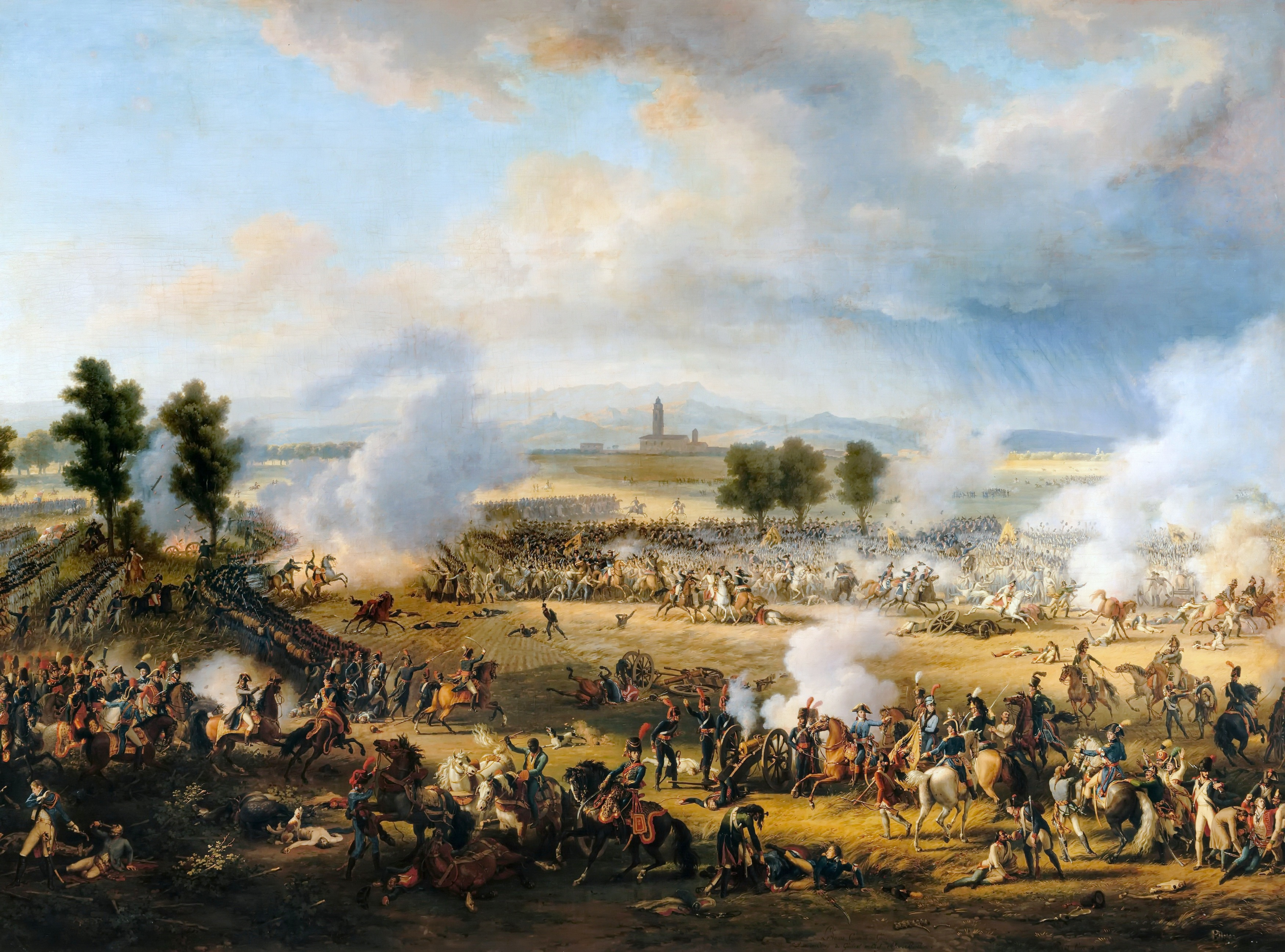
La battaglia di Marengo.

Il generale Massena aveva prolungato tenacemente la resistenza a Genova nonostante le crescenti difficoltà materiali, la durezza dell'assedio e il progressivo esaurimento dei viveri; dopo la metà di maggio la situazione delle truppe francesi era continuamente peggiorata; l'11 maggio era stato ferito e catturato il generale Soult che aveva coadiuvato brillantemente il comandante dell'armata organizzando una serie di riuscite sortite di alleggerimento. Alla fine di maggio le riserve di viveri era in via di completo esaurimento, la popolazione della città dovette essere respinta dalla piazzaforte. Il generale Massena inoltre non aveva notizie precise sugli sviluppi della situazione generale e sui movimenti di Bonaparte con l'Armata di riserva; egli quindi decise di aprire dal 2 giugno trattative con il generale Ott, comandante delle forze austriache impegnate nell'assedio. Il comandante austriaco necessitava di concludere rapidamente i negoziati per poter raggiungere le forze principali del generale von Melas e contrastare la minaccia da nord; quindi i colloqui si conclusero il 4 giugno con condizioni relativamente favorevoli per i francesi. Il generale Massena, molto provato fisicamente dall'assedio, poté evacuare le sue truppe su navi britanniche e ricongiungersi sul fiume Varo con le altre forze francesi che, al comando del generale Suchet, stavano contrastando con pieno successo le truppe austriache del generale Anton von Elsnitz, distaccate dal generale von Melas per invadere la Provenza.
Bonaparte apprese solo l'8 giugno la notizia della capitolazione di Genova attraverso una lettera del generale von Melas intercettata insieme ad altri dispacci catturati a Piacenza, e in un primo momento sembrò non credere alla cattiva notizia. Egli ritenne prematura la resa e mostrò preoccupazione per gli sviluppi strategici generali; le forze del generale Massena evacuate sarebbero state non impiegabili per molti giorni, gli austriaci avrebbero potuto concentrarsi contro l'Armata di riserva o alternativamente ritirarsi a Genova sotto la protezione delle navi britanniche ed evitare la battaglia decisiva.
Nei giorni precedenti le operazioni dell'Armata di riserva avevano continuato a svilupparsi con successo; il 5 giugno si era finalmente arreso il forte di Bard e quindi l'artiglieria dell'armata e le truppe del generale Chabran avevano potuto riprendere la marcia per ricongiungersi con le altre forze francesi sulla riva sinistra del Po; a partire dalla serata del 5 maggio erano arrivate a Milano le tre divisioni del generale Moncey provenienti dal San Gottardo e Bonaparte aveva assegnato a questo generale il comando militare della città e il controllo di tutte le forze assegnate al fianco orientale dell'armata per controllare i 20 000 soldati austriaci del generale Vukassovic schierati a est dell'Oglio. Il 6 giugno il generale Lannes aveva forzato il Po a Belgioioso e sbaragliato un reparto austriaco; Bonaparte aveva quindi ordinato subito al corpo d'armata del generale Victor di attraversare a sua volta il fiume a San Cipriano davanti a Stradella con tre divisioni, mentre il generale Murat con altre due divisioni avrebbe attraversato a Piacenza.

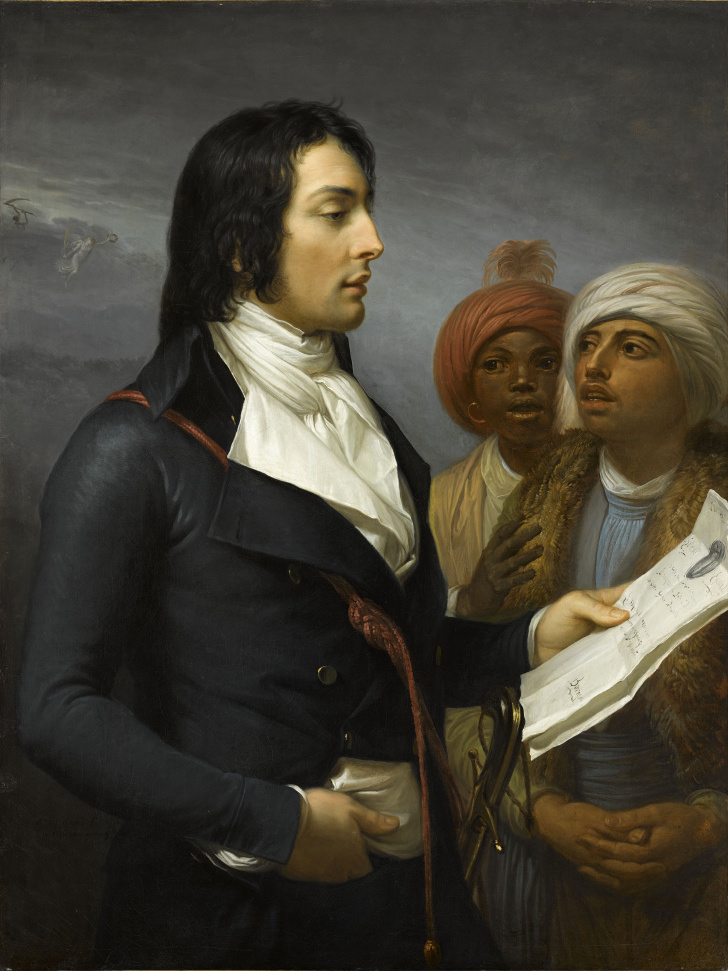
Il generale Louis Desaix.

Il 7 giugno i generali Lannes e Victor passarono in forze il Po e raggiunsero l'importante nodo di comunicazioni di Stradella mentre il generale Murat occupò Piacenza dove catturò la corrispondenza del generale von Melas che permise al Primo console di essere informato sulla caduta di Genova. Bonaparte mostrò nervosismo e incertezza; dalle informazioni raccolte sembrava che una parte dell'esercito austriaco fosse in raggruppamento ad Alessandria, ma le intenzioni del nemico non erano chiare. Bonaparte ritenne importante raggruppare le forze a Stradella e mantenere l'iniziativa per anticipare la concentrazione del nemico che era ancora diviso in due masse separate. Il generale Berthier, giunto a Pavia con il quartier generale, ricevette una serie di ordini per muovere il corpo del generale Lannes verso Voghera, seguito in un secondo tempo dal corpo del generale Victor; il generale Murat da Piacenza avrebbe dovuto a sua volta avvicinarsi alle forze principali a Stradella. Il primo obiettivo del generale Lannes sarebbe stato Casteggio. La sera dell'8 giugno Bonaparte, nonostante le incertezze e le preoccupazioni, sembrò ancora ottimista: al ministro Carnot scrisse che "l'armata austriaca è tagliata fuori" e che egli riteneva che "Melas non se la possa cavare".
Il mattino del 9 giugno Il Primo console lasciò Milano per raggiungere il quartier generale a Pavia. Durante la giornata il generale Lannes affrontò un numeroso reparto austriaco e dovette battersi duramente per conquistare Casteggio; gli austriaci, al comando del generale Ott, stavano effettuando una ricognizione in forze per individuare la posizione del nemico. La battaglia di Montebello si concluse con la netta vittoria dei francesi del generale Lannes che inflissero pesanti perdite agli austriaci; Bonaparte si recò sul posto per chiarire la situazione, ma rimase incerto sulla posizione ed i movimenti del nemico. Nella serata ebbe la lieta sorpresa di incontrare l'atteso generale Louis Desaix che, appena rientrato dall'Egitto, aveva raggiunto finalmente l'armata dopo un movimentato viaggio; il Primo console affidò subito al generale il comando di un nuovo corpo d'armata costituito dalle divisioni dei generali Jean-Charles Monnier e Jean Boudet.
Bonaparte continuava a mancare di notizie precise del nemico; incerto e inquieto, egli per il momento decise di proseguire l'avanzata con l'armata divisa nei tre corpi d'armata, ognuno formato da due divisioni, comandati dai generali Lannes, Victor e Desaix. Alle ore 22 dell'11 giugno il Primo console diramò gli ordini definitivi per la marcia verso lo Scrivia in direzione di Tortona; il quartier generale si sarebbe trasferito subito a Voghera. La nuova avanzata il 12 giugno si svolse in difficili condizioni climatiche a causa della forte pioggia; Bonaparte, affetto anche da un raffreddore, raggiunse Voghera insieme alla Guardia consolare, mentre il generale Victor occupò con il suo corpo d'armata Tortona coperto sulla destra dalle truppe del generale Lannes. Il generale Desaix era più indietro in copertura del fianco sinistro dell'armata.

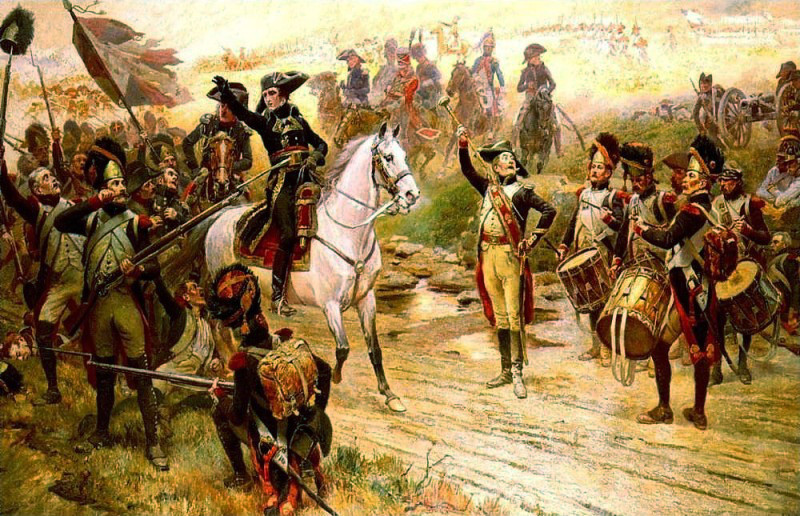
Il Primo console Bonaparte annuncia l'arrivo dei rinforzi durante la battaglia di Marengo.

Il 13 giugno, sempre sotto la pioggia, le truppe francesi continuarono ad avanzare alla ricerca del nemico; Bonaparte ordinò al corpo del generale Lannes e al corpo del generale Victor di attraversare lo Scrivia e di schierarsi nella vasta pianura a est di Alessandria in attesa di proseguire verso la Bormida. Le notizie rimanevano confuse; alcune fonti riferirono di barche austriache sul Po presso Casale Monferrato, mentre alcuni abitanti parlarono di movimenti austriaci verso sud. Bonaparte si convinse che il generale von Melas mancasse di spirito offensivo e che non avrebbe osato affrontare una battaglia campale; egli riteneva molto probabile che il suo avversario avrebbe preferito ritirarsi su Genova e lungo gli Appennini oppure manovrare a nord del Po. Il Primo console prese quindi la pericolosa decisione di disperdere le sue limitate forze su un fronte di oltre 50 chilometri; una divisione al comando del generale Jean François Lapoype venne inviata a nord del Po, mentre il generale Desaix venne immediatamente diretto a sud con un'altra divisione per marciare verso Novi Ligure e intercettare la prevista ritirata degli austriaci. In questo modo Bonaparte rimase con solo 22 000 soldati e 24 cannoni disponibili nella pianura a est di Alessandria.
In realtà il generale von Melas aveva deciso di passare all'attacco e, partendo da Alessandria, il mattino del 14 giugno 1800 trasferì il suo esercito oltre la Bormida sui ponti che i francesi avevano trascurato di distruggere, e sferrò un'offensiva a sorpresa su tre colonne contro le truppe francesi ignare della vicinanza del grosso dell'esercito nemico. Neppure il generale von Melas aveva completamente concentrato le sue forze; alcuni reparti e la sua migliore cavalleria erano state distaccate a Cantalupo per contrastare un eventuale movimento delle forze del generale Suchet, ma all'inizio della battaglia di Marengo egli con oltre 30 000 soldati e quasi 200 cannoni, disponeva di una notevole superiorità. I francesi si trovarono quindi subito in grave difficoltà.
Bonaparte, dopo un iniziale scetticismo, alle ore 9 comprese che il nemico stava sferrando un attacco in forze; il corpo d'armata del generale Victor al centro era sottoposto a una violenta pressione e sull'ala settentrionale gli austriaci minacciavano di aggirare lo schieramento dell'Armata di riserva. Il Primo console si portò quindi sul campo di battaglia e organizzò con tenacia e determinazione le sue forze per contrastare il pericoloso attacco e guadagnare tempo; egli inviò anche un drammatico messaggio al generale Desaix sollecitandolo a tornare indietro con la massima urgenza con la sua divisione.

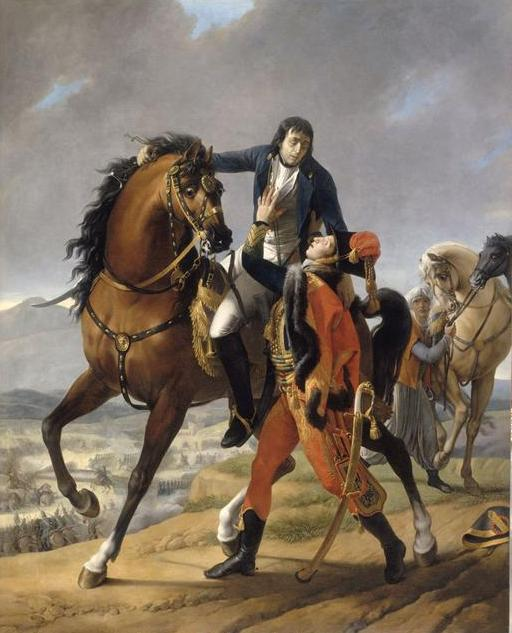
La morte del generale Louis Desaix.

Durante la mattinata la situazione delle truppe francesi divenne sempre più difficile; nonostante un'accanita resistenza le divisioni del generale Victor furono sopraffatte e dovettero ripiegare; alle ore 14:30 Marengo cadde in mano austriaca. A nord il generale Lannes riuscì a contenere la manovra aggirante dell'ala sinistra austriaca, ma Bonaparte fu costretto ad impegnare tutte le sue riserve ed a sacrificare anche la Guardia consolare per impedire un crollo generale. Nel primo pomeriggio gli austriaci sembravano ormai vittoriosi e il generale von Melas lasciò il campo di battaglia e cedette il comando al generale Anton von Zach. In realtà la situazione stava per cambiare. Alle ore 14:45 Bonaparte e i suoi ufficiali individuarono le colonne del generale Desaix in avvicinamento da sud; il generale stava tornando con 5 500 soldati e otto cannoni; il Primo console cavalcò tra le file dei suoi soldati, annunciando l'arrivo dei rinforzi e incitandoli a resistere. Dopo l'incontro tra Bonaparte e Desaix, fu deciso di organizzare il contrattacco che ebbe inizio alle ore 17 e cambiò completamente l'esito della battaglia.
Il generale Desaix guidò la sua divisione appena giunta all'attacco frontale contro le truppe del generale Zach che marciavano in colonna sicure della vittoria; sotto il fuoco di una batteria di cannoni organizzata dal generale Auguste Marmont, attaccati inaspettatamente di fronte e colpiti sul fianco da una violenta carica di cavalleria guidata dal generale François Étienne Kellermann, i soldati austriaci furono colti dal panico e si sbandarono. Tutto lo schieramento francese passò all'offensiva ed inseguì il nemico in rotta che ripassò con gravi perdite la Bormida verso Alessandria. In serata Bonaparte aveva raggiunto una vittoria completa, il generale Zach e 8 000 austriaci erano stati fatti prigionieri; nella mischia si erano perse le tracce del generale Desaix; il generale era stato ucciso mentre guidava i suoi soldati e il suo corpo venne ritrovato più tardi sul campo di battaglia.
L'esercito austriaco aveva riparato ad Alessandria e non era totalmente distrutto, ma il generale von Melas era rimasto sconcertato per la subitanea e inattesa disfatta; completamente demoralizzato ritenne indispensabile sospendere le operazioni e alle ore 4:30 del 15 giugno il generale Skal venne inviato, insieme ad altri ufficiali austriaci tra cui il maggiore Adam von Neipperg, al quartier generale francese per aprire trattative. Bonaparte, teso e nervoso dopo la battaglia, si dimostrò duro con i negoziatori e le trattative furono condotte principalmente dal generale Berthier. La convenzione di Alessandria venne conclusa lo stesso 15 giugno, esso prevedeva la sospensione delle operazioni e la ritirata dei resti dell'esercito austriaco dietro il Mincio; i francesi riprendevano possesso della Lombardia del Piemonte e della Liguria comprese tutte le più importanti cittadelle militari, gli austriaci per il momento avrebbero conservato la Toscana e le Legazioni.

## Bilancio e conseguenze
(Il Primo console Bonaparte in una lettera indirizzata da Lione il 29 giugno 1800 ai suoi colleghi per annunciare il suo ritorno a Parigi dopo la vittoria)
Dal punto di vista strategico la seconda campagna d'Italia confermò le grandi capacità di condottiero di Napoleone Bonaparte; per la prima volta egli organizzò il suo esercito in corpi d'armata semindipendenti e in questo modo migliorò la flessibilità e la rapidità dei movimenti. Il Primo console necessitava di una vittoria immediata e decisiva anche per ragioni politiche. L'audace strategia del Primo console permise infatti, nonostante la carenza di uomini e mezzi e le difficoltà del terreno, di sorprendere completamente l'avversario e di ribaltare con un colpo solo le sorti della guerra in Italia. Bonaparte dimostrò grande abilità e sicurezza nella manovra dei corpi d'armata spostando in poche settimane l'Armata di riserva da Digione, attraverso le Alpi, fino al Po.
La concezione brillante e l'esecuzione precisa della sua strategia permisero a Bonaparte di inserirsi sulla linea di operazioni della massa principale dell'esercito austriaco che si ritrovò improvvisamente con il nemico alle spalle; l'audace manovra su Stradella fu, dal punto di vista strategico, un grande successo e confermò l'esattezza della pianificazione del Primo console che fin dall'inizio aveva correttamente previsto il luogo dove si sarebbe decisa la campagna. Al momento della battaglia decisiva invece il Primo console venne sorpreso tatticamente e rischiò la disfatta. Apparentemente egli, fin troppo consapevole dell'importanza della battaglia e del suo carattere decisivo anche per la sua carriera futura, perse una parte della sua lucidità di valutazione. Disperdendo le sue forze di fronte al nemico e non comprendendo le intenzioni aggressive del generale von Melas, egli fu sorpreso e battuto nelle prime ore a Marengo.
Tuttavia Bonaparte si dimostrò risoluto e combattivo nella fase critica della battaglia e cercò di guadagnare tempo impiegando con abilità le sue limitate forze in attesa dell'arrivo degli altri reparti dell'esercito. Favorito da alcuni errori del generale von Melas, il Primo console nel pomeriggio poté quindi contrattaccare grazie al tempestivo arrivo del generale Desaix e ribaltare l'esito della battaglia. Il generale Desaix svolse indubbiamente un ruolo decisivo; grazie alla sua determinazione ed al suo spirito d'iniziativa le truppe arrivarono in tempo e poterono contrattaccare al momento giusto. La morte sul campo diede un carattere di sfortunato eroismo alla vita del giovane generale e apparentemente colpì e addolorò molto Bonaparte che, prossimo alla sconfitta sul campo, doveva l'insperata vittoria all'iniziativa del suo luogotenente
Bonaparte era consapevole di aver rischiato la disfatta e del ruolo decisivo del generale Desaix; egli ritenne quindi necessario diramare informazioni edulcorate e divulgare un racconto tendenzioso e non attendibile della battaglia. Dai bollettini dell'armata si apprese così che la battaglia sarebbe stata esattamente prevista in tutte le sue fasi da Bonaparte, e che lo sfortunato generale Desaix, esaltato dalla propaganda, era caduto invocando il nome del Primo console. Nei proclami Bonaparte enfatizzò l'eroismo dei suoi soldati e parlò in termini esaltanti del "giorno di Marengo che rimarrà famoso in tutta la storia".
Dal punto di vista politico la seconda campagna d'Italia e la battaglia di Marengo ebbero un'importanza decisiva per la carriera di Bonaparte e di conseguenza per la storia della Francia rivoluzionaria; in caso di sconfitta il Primo console avrebbe potuto ripiegare lungo la sua linea di operazioni e teoricamente concentrare le sue forze per riprendere a combattere, ma è verosimile che la disfatta avrebbe provocato la dissoluzione della sua fama e del suo potere. La "fortuna" di Bonaparte evitò il crollo del regime del 18 brumaio. A Parigi infatti inizialmente si erano diffuse voci di sconfitta e di morte di un generale; tornarono a circolare i nomi di possibili sostituti, Carnot, Lafayette, Giuseppe Bonaparte. Joseph Fouché e Charles de Talleyrand conclusero un accordo per costituire un triumvirato con loro due e il senatore Dominique Clément de Ris. Le notizie del successo di Bonaparte, vivo e vittorioso, misero subito fine a queste oscure macchinazioni; il 2 luglio 1800 egli, inquieto e amareggiato da queste notizie, era già di ritorno a Parigi, pronto a riorganizzare e consolidare il suo potere.
Tuttavia la guerra della seconda coalizione non terminò con la riuscita campagna di Bonaparte in Italia del 1800; dopo una serie infruttuosa di negoziati le ostilità ripresero alla fine dell'anno in Italia e in Germania. Il Primo console questa volta non intervenne direttamente nelle operazioni che proseguirono con successo per i francesi in Italia e soprattutto sul fronte tedesco. Fu il generale Moreau che ottenne una vittoria decisiva il 3 dicembre 1800 nella battaglia di Hohenlinden e il Sacro Romano Impero asburgico dovette concludere nuovi armistizi a Steyr il 25 dicembre 1800 e a Tarvisio il 15 gennaio 1801. Dopo questa nuova serie di sconfitte la coalizione si dissolse e il Sacro Romano Impero asburgico firmò la pace il 9 febbraio 1801 a Lunéville mentre anche la Gran Bretagna intraprese lunghi e complessi negoziati con gli inviati del Primo console che avrebbero condotto alla effimera pace ad Amiens del 25 marzo 1802.